# Partidos de Chile
Los partidos de Chile se refiere a las entidades subnacionales de partidos existentes en el Reino de Chile.
Con las reformas borbónicas durante el siglo XVIII, se crean las provincias o intendencias, regidas por un gobernador intendente. Estas se dividían en partidos (regidos por subdelegados partidarios), y estos a su vez en distritos, a cargo de tenientes de subdelegado.
Los partidos equivalen a las antiguas provincias, también llamados corregimientos, existentes antes de las reformas borbónicas.
La denominación de partido obedece a la división territorial propiamente tal. La denominación de subdelegación obedece a la jurisdicción del subdelegado.

## Desde 1786 a 1810
En 1786 se crean las dos intendencias o provincias de la Capitanía General de Chile: Santiago y Concepción. Además, existían los gobiernos militares de Valdivia y de Valparaíso.
Los siguientes eran los partidos y gobiernos militares de la Capitanía General de Chile:
- Santiago.
  - Santiago.
  - Copiapó.
  - Huasco+.
  - Coquimbo.
  - Cuzcúz*.
  - Petorca**.
  - Quillota.
  - Gobierno de Valparaíso
  - Aconcagua
  - Los Andes
  - Melipilla
  - Rancagua
  - Colchagua
  -  Curicó
  - Maule.
- Concepción.
  - La Concepción.
  - Cauquenes.
  - Linares
  - Itata.
  - Chillán.
  - Puchacay.
  - Rere.
  - Isla de La Laja, 1793++++.
  - Gobierno de Valdivia*****.
  - Osorno, 1796******.

Nota:
+segregada de Copiapó y Coquimbo 
++segregado de Quillota. Gobierno de Valparaíso en 1654.Partido de Valparaíso hacia 1810.
+++segregado de Colchagua y Maule
++++segregado de Rere
+++++dependiente del Virreinato del Perú, Desde 1789, Gobierno de Chiloé
(*)segregado de Quillota, principios del siglo XIX
(**)segregado de Quillota, fines del siglo XVIII
(***)segregada de Aconcagua
(****) segregada de Cauquenes
(*****) Gobierno de Valdivia, desde 1645 dependiente de Virreinato del Perú; desde 1740 dependiente de la Capitanía General de Chile, Partido de Valdivia hacia 1810
(******) refundado en 1796, y desde 1802 dependiente de Intendencia de Concepción.

## Desde 1810 a 1823
Las 2 provincias o intendencias (Santiago y Concepción), se encontraban subdividas en partidos que poseían sus respectivos cabildos, en las ciudades o villas cabeceras. Los siguientes eran los 25 partidos existentes en 1810:
- Santiago.
  - Santiago.
  - Copiapó.
  - Huasco.
  - Coquimbo.
  - Cuzcúz.
  - Petorca.
  - Quillota.
  - Valparaíso.
  - Aconcagua.
  - Los Andes.
  - Melipilla.
  - Rancagua.
  - Colchagua.
  - Curicó.
  - Maule.
- Concepción.
  - La Concepción.
  - Cauquenes.
  - Linares.
  - Itata.
  - Chillán.
  - Puchacay.
  - Rere.
  - Isla de La Laja.
  - Valdivia.
  - Osorno.

En 1811, el Primer Congreso Nacional crea una tercera provincia o intendencia (Coquimbo).
En 1812, con los movimientos independentistas, Valdivia nuevamente pasa a depender del virreinato del Perú.
- Coquimbo.
  - Coquimbo.
  - Copiapó.
  - Huasco.
  - Cuzcúz o Illapel.
- Santiago.
  - Santiago.
  - Petorca.
  - Quillota.
  - Valparaíso.
  - Aconcagua.
  - Los Andes.
  - Melipilla.
  - Rancagua.
  - Colchagua.
  - Curicó.
  - Maule
- Concepción.
  - La Concepción.
  - Cauquenes.
  - Linares.
  - Parral+.
  - San Carlos++.
  - Itata.
  - Chillán.
  - Coelemu+++.
  - Puchacay.
  - Rere.
  - Isla de La Laja.
  - Lautaro++++.

Nota:
+, segregado del Partido de Linares, hacia 1823;
++, segregado del Partido de Chillán, hacia 1823;
+++, segregado del Partido de Itata, hacia 1823;
++++, creado a partir de los fuertes al sur del Biobío, hacia 1823.

En 1822 se crean los departamentos, distritos y cabildos, derogándose el sistema de intendencias. Se crean los departamentos que son regidos por un delegado directorial.
Según la Constitución de 1823 el territorio se subdividía en gobiernos departamentales, delegaciones, subdelegaciones, prefecturas e inspecciones (Art. 190°). Los departamentos equivalen a las antiguas intendencias o provincias, las delegaciones equivalen a los antiguos partidos.